# Hồ Khanka
Khanka (giản thể: 兴凯湖; phồn thể: 興凱湖; bính âm: Xīngkǎi Hú, tiếng Nga: о́зеро Ха́нка, Hán Việt: Hưng Khải hồ), là một thực thể nước ngọt xuyên biên giới nằm giữa Primorsky, Nga và tỉnh Hắc Long Giang tại Trung Quốc. Tại điểm gần nhất, hồ nằm cách 79 kilômét (49 mi) về phía đông của địa cấp thị Kê Tây, Hắc Long Giang. Diện tích của hồ là 4.050 km2 (1.560 dặm vuông Anh), trong đó 3.030 km2 (1.170 dặm vuông Anh) (72 %) thuộc lãnh thổ Nga và 1.160 km2 (450 dặm vuông Anh) (28 %) thuộc Trung Quốc.

## Số liệu
Khanka thực ra là hai hồ riêng biệt được ngăn cách bởi một đồi cát cao 10 mét (33 ft). Ngoại trừ phía tây bắc, bờ hồ là đầm lầy. Lưu vực của hồ là một đồng bằng phù sa rộng khoảng 16.890 km2 (6.520 dặm vuông Anh), trong đó 97% là lãnh thổ Nga. Với 4.000 đến 4.400 km2 (1.500 đến 1.700 dặm vuông Anh) diện tích mặt nước, đây là hồ nước ngọt lớn nhất Đông Bắc Trung Quốc. Có 23 sông cung cấp nước cho hồ (8 tại Trung Quốc và 15 tại Nga), song chỉ có một dòng chảy ra khỏi hồ là sông Songacha. Độ sâu trung bình của hồ là 4,5 mét (15 ft), còn độ sâu lớn nhất là 10,6 m (35 ft). Dung tích trung bình là 18,3 kilômét khối (4,4 mi khối), mặc dù có thể lên tới 22,6 km3 (5,4 mi khối). Khanka thuộc hệ thống sông Ussuri, và bản thân nó lại là một phần của hệ thống sông Amur. Nhiệt độ trung bình tháng cao nhất tại hồ là 21,2 °C (70,2 °F) (tháng 7), còn nhiệt độ trung bình vào tháng thấp nhất là −19,2 °C (−2,6 °F). Lượng mưa tập trung vào mùa hè, và đạt 750 milimét (30 in) mỗi năm. Thời gian giữ nước của hồ Khanka là 9,9 năm.

## Môi trường

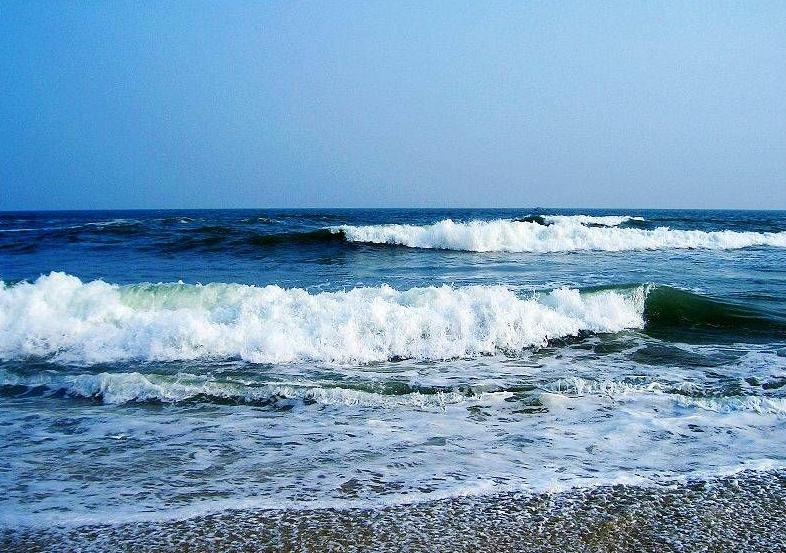
Phần phía bắc hồ Khanka thuộc Trung Quốc

Khu vực xung quanh hồ là một môi trường sống đầm lầy quan trọng và tạo thành một Khu bảo tồn thiên nhiên Quốc gia bên phía Trung Quốc và Khu bảo tồn thiên nhiên Hồ Khankha bên phía Nga. Đây là một địa điểm đáng chú ý cho các hoạt động bảo tồn, du lịch sinh thái cũng như nghiên cứu khoa học (liên quan đến chim di cư). Loài ngỗng trán trắng nhỏ quý hiếm có nơi cư trú tại hồ. Phần hồ thuộc Trung Quốc do chính phủ quản lý và được các nông trường tập thể khai thác với các mục đích như ngư nghiệp, trồng trọt và chăn nuôi.

## Lịch sử
Vào thời nhà Hán, khu vực xung quanh hồ là nơi sinh sống của cư dân tộc du mục. Sau đó, hồ thuộc lãnh thổ của các nước như Bột Hải, Liêu, Kim, Nguyên và Thanh thuộc thẩm quyền của Cát Lâm tướng quân. Đến năm 1858, nhà Thanh và đế quốc Nga ký hiệp ước Aigun, theo đó Nga được quyền quản lý phần phía nam của hồ, sau đó, theo điều ước Bắc Kinh vào năm 1860, đế quốc Nga chính thức giành được chủ quyền phần lớn hồ.

## Trong truyền thông đại chúng
National Geographic Channel đã trình chiều một bộ phim mang tên "Secret Forest" (Rừng Bí ẩn) trong loạt chương trình "Wild Russia" (Nước Nga Hoang dã) trong đó mô tả về các khu bảo tồn thiên nhiên tại khu vực Ussuri, trong đó có cuộc sống hoang dã tại hồ Khanka.